# Bhagavata Purana

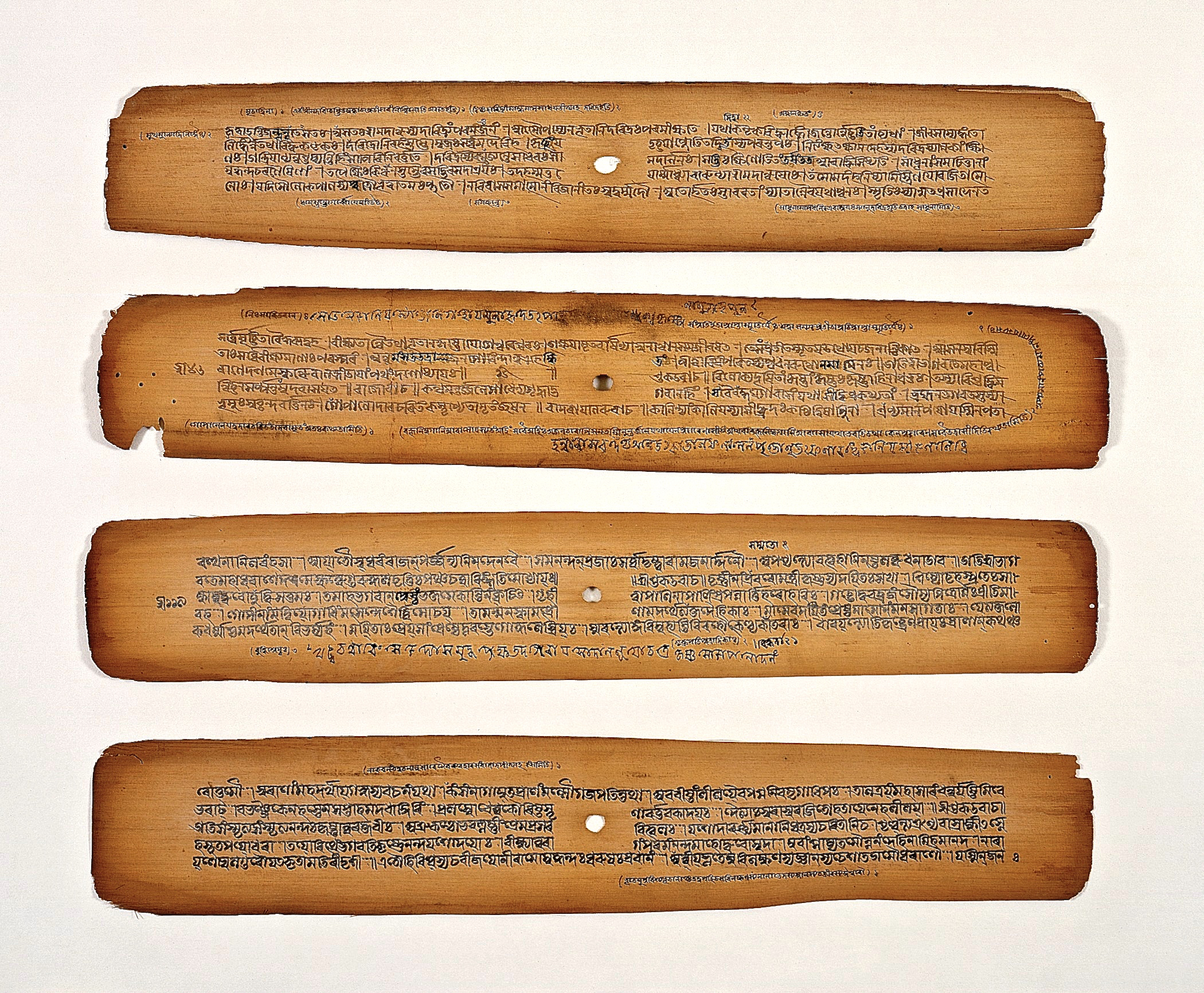
Bhagavata Purana skrivet på palmpapper.

Bhagavatha Purana är en del av den religiösa litteraturen inom hinduismen.
Puranas; skrivna mellan omkr. 400 och 1000, behandlar Krishna. Bhagavatha Purana är baserad på Bhagavad-Gita, och är den mest kända Purana. Tillkomst: Kring 900.